# Vefsn
Vefsn là một đô thị hạt Nordland, Na Uy. Nó là một phần của khu vực truyền thống Helgeland. Trung tâm hành chính của đô thị này là thị trấn của Mosjoen.
Vefsn được thành lập như khu đô thị ngày 1 tháng 1 năm 1838 (xem formannskapsdistrikt). Năm 1862, khu vực Hattfjelldal đã được tách khỏi Vefsn là một đô thị của riêng nó. Các thị trấn của Mosjoen đã được tách vào năm 1876 để trở thành một đô thị riêng biệt. Năm 1927, các đô thị mới của Drevja và Grane đã được tách ra từ Vefsn. Ngày 1 tháng 1 năm 1962, thị trấn của Mosjoen và các đô thị của Drevja và Elsfjord được sáp nhập với Vefsn. Ngày 1 tháng 1 năm 1995, các khu vực đất liền của Alstahaug được chuyển cho Vefsn.